# L'Estampe et l'Affiche
L'Estampe et l'Affiche est une revue d'art française publiée à Paris de mars 1897 à décembre 1899.

## Historique
Publiée à Paris et installée au 125, boulevard Saint-Germain, dans les locaux de l'éditeur d'art Édouard Pelletan et consacrée à l'actualité des arts graphiques en France, L'Estampe et l'Affiche paraît de mars 1897 à décembre 1899. Le directeur en était Noël Clément-Janin et le rédacteur en chef, André Mellerio, deux critiques d'art. Parmi les jeunes collaborateurs, on trouve Fabrice Delphi. Le concepteur de la première série de couvertures est Clément-Édouard Bellenger.
Cette revue de 32 pages vendue 75 centimes offrait de nombreuses primes sous la forme d'estampes originales (eaux-fortes, lithographies, bois gravés) à ses abonnés ; certaines sont signées Odilon Redon (Le Sommeil) ou Eugène Boudin. Pour sa promotion sous la forme d'affiches, elle fit appel à des artistes tels que Pierre Bonnard ou Jean Peské.
À partir de la deuxième année, la revue déménage au 50, rue Sainte-Anne, et prend ses distances quant à Pelletan. Elle confie le graphisme de sa nouvelle série de couvertures à George Auriol, puis, en 1899, à Marcel-Pierre Ruty (1868-1937). Enfin, elle édite un supplément, Le Bulletin des arts, consacré à la cote des objets d'art et aux expositions. Le dernier numéro paraît en décembre 1899.

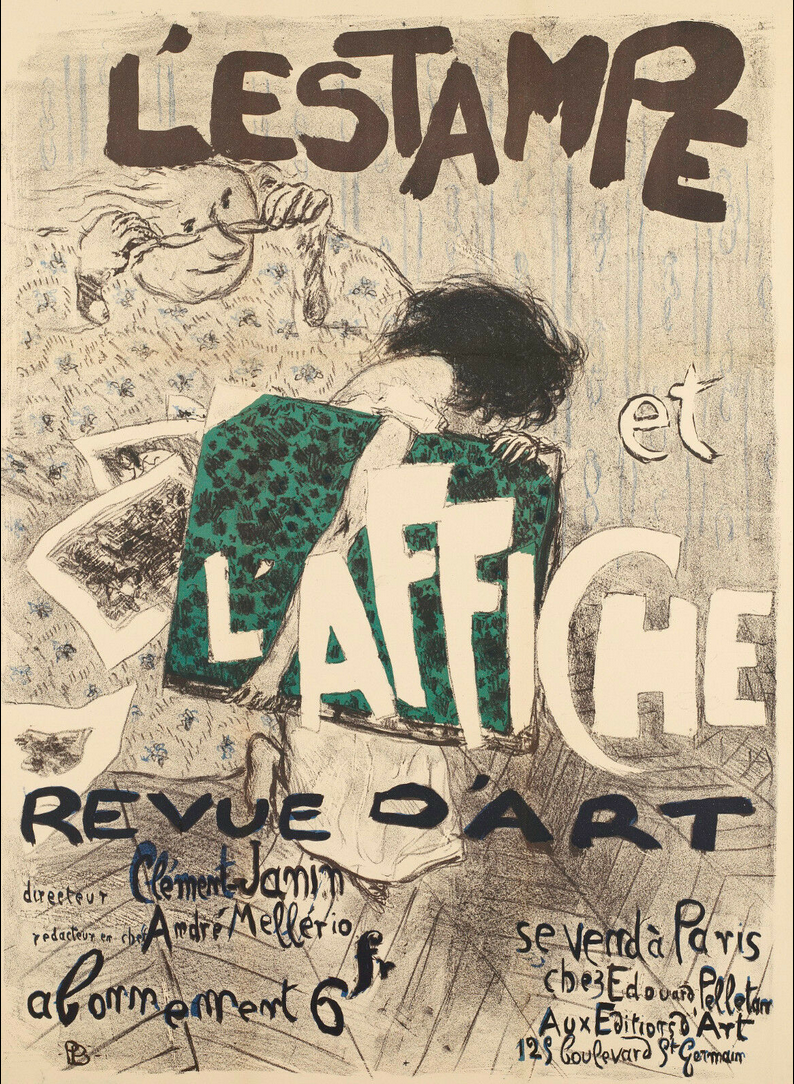
Affiche lithographiée de Pierre Bonnard (1897).
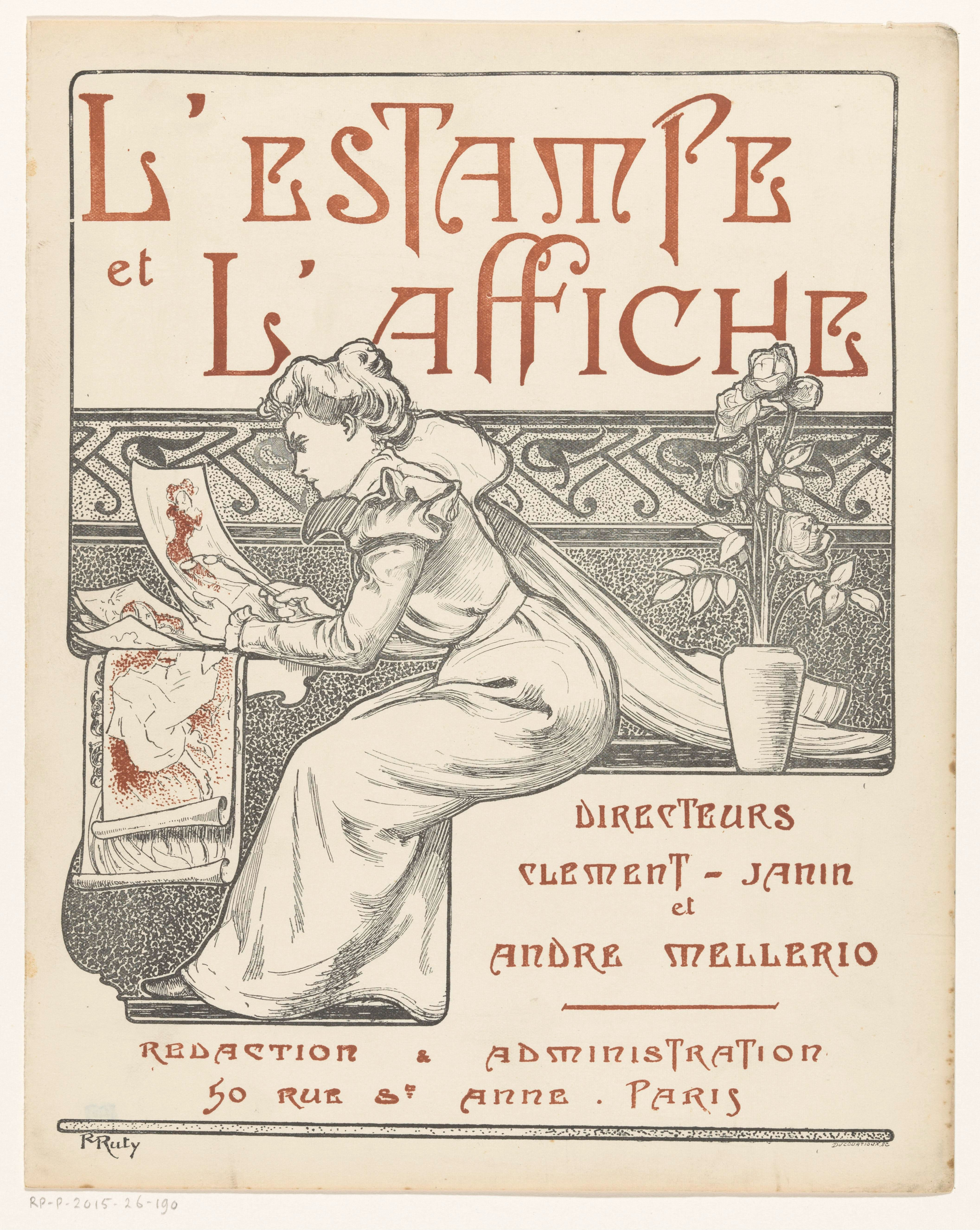
L'Estampe et l'Affiche, détail de la couverture du no 1, 3e année, 15 janvier 1899. Illustration de Marcel-Pierre Ruty[5].